# 圣伊波利托
圣伊波利托（義大利語：Sant'Ippolito），是意大利佩萨罗-乌尔比诺省的一个市镇。总面积19.74平方公里，人口1624人，人口密度82.3人/平方公里（2008年）。ISTAT代码为041058。